# Kekalik Jaya
Kekalik Jaya is een bestuurslaag in het regentschap Mataram van de provincie West-Nusa Tenggara, Indonesië. Kekalik Jaya telt 15.185 inwoners (volkstelling 2010).